# Abnormální psychologie
Abnormální psychologie je interpretační a vědecké studium abnormálních jevů a chování sloužící k tomu, aby se zjistilo jejich fungování. Definice toho, co představuje "abnormální" se měnilo během let v mnoha kulturách společně s její populací. Často je spojována s duševní poruchou. Abnormální psychologie bývá popisovaná jako oblast psychologie, která studuje lidi neschopné k účinné adaptaci v různých podmínkách.